# Entourage (film)
Entourage is een Amerikaanse comedyfilm uit 2015. De film werd geregisseerd door Doug Ellin en is het vervolg op de gelijknamige televisieserie van Home Box Office. De film volgt de fictieve acteur Vincent Chase en zijn vriendengroep.

## Verhaal
De film sluit aan op de laatste gebeurtenissen in de serie. Acteur Vincent Chase, net gescheiden van zijn vrouw na een kortstondig huwelijk, wil iets nieuws in zijn loopbaan. Hij neemt contact op met zijn voormalige agent Ari Gold, die nu een filmstudio leidt. Chase krijgt een hoofdrol aangeboden in een nieuwe film, maar gaat alleen akkoord als hij ook de regie kan doen. Tijdens zijn debuut als regisseur krijgt Chase te maken met financiële problemen en komen Chase en Gold in conflict met de financierders van de film.

## Rolverdeling
| - Kevin Connolly - Eric Murphy - Adrian Grenier - Vincent Chase - Kevin Dillon - Johnny "Drama" Chase - Jerry Ferrara - Salvatore "Turtle" Assante - Jeremy Piven - Ari Gold - Emmanuelle Chriqui - Sloan McQuewick - Perrey Reeves - Melissa Gold - Rex Lee - Lloyd Lee | - Debi Mazar - Shauna Roberts - Rhys Coiro - Billy Walsh - Constance Zimmer - Dana Gordon - Haley Joel Osment - Travis - Alan Dale - John Ellis - Billy Bob Thornton - Larsen McCredle - Sabina Gadecki - Melanie |

### Cameo's
Net als in de serie kent de film veel gastoptredens van bestaande acteurs, musici en sporters als fictieve versies van zichzelf, waaronder:
| - Jessica Alba - Tom Brady - Warren Buffett - Gary Busey - Andrew Dice Clay - David Faustino | - Jon Favreau - Armie Hammer - Thierry Henry - Maria Menounos - Liam Neeson - Emily Ratajkowski | - Ronda Rousey - Bob Saget - Mike Tyson - Mark Wahlberg - Pharrell Williams |